# Madhuca sericea
Madhuca sericea är en tvåhjärtbladig växtart som först beskrevs av Friedrich Anton Wilhelm Miquel, och fick sitt nu gällande namn av Spencer Le Marchant Moore. Madhuca sericea ingår i släktet Madhuca och familjen Sapotaceae. Inga underarter finns listade i Catalogue of Life.